# Cerkev sv. Jakoba, Blatna Brezovica
Cerkev svetega Jakoba v Blatni Brezovici je podružnična cerkev Župnije Vrhnika. Stoji ob vznožju osamelca jugovzhodno od vasi, okoli nje je pokopališče.
Cerkev, posvečena sv. Jakobu apostolu, se prvič omenja leta 1526, ko je cesar po kranjskih cerkvah pobiral dragotine za financiranje vojne proti Turkom (barokizirana (prezidana) sredi 18. stol., vhodna vrata pa imajo letnico 1884), po ljudskem izročilu naj bi jo zgradili bistriški menihi, ki so jo sprva želeli postaviti na vrhu osamelca (kot je značilno za vse cerkve), tako pa je cerkev vidna le z Barja, saj stoji južneje od osamelca, ker so domačini gradbeni material ponoči vsakokrat znosili nazaj do zamočvirjenega Barja. 
Cerkev stoji sredi vaškega pokopališča obdanega z zidano ograjo (del je še ostanek taborskega obzidja) in je obrnjena proti vzhodu. Zvonik (v njem gnezdi mali podkovnjak, v Sloveniji med bolj razširjenimi vrstami netopirjev) je z dvema zidcema razčlenjen v tri enake pasove. Nad baldahinom je okrogla čebulja z vitkim izrastkom, ki drži jabolko in križ. V zvoniku so trije novejši bronasti zvonovi težki od 286 do 569 kg, njihovi predniki pa so po zaplembi avstro-ogrske vojaške uprave proti koncu prve svetovne vojne končali na Soški fronti. 
Notranjost cerkve je enoladijska z ožjim prezbiterijem. Iznad ogredij nad pilastri v kotih se dvigajo štiri sosvodnice, ki nosijo svod z medaljonom za podobo sv. Duha. Glavni oltar ima zadaj napis 1753 pod tem 1833 in še 1884. Nad preprosto menzo je predela, lomljena navzven kot podstavek za stebre in pilastre, ki oklepajo srednjo globoko nišo, v kateri stoji kip sv. Jakoba. Na konzolah sta kipa sv. Janeza Evangelista in sv. Andreja. Nad gredo vrh nastavka je atika s kipom Žalostne Matere Božje, vrh nje pa je majhen baldahin. Stranska oltarja sta naslonjena v ladji ob slavolok. V levem oltarju je v niši kip sv. Ane, ob straneh sv. Marjete in sv. Barbare, v atiki je sv. Tomaž. V desnem oltarju je v niši kip sv. Notburga, ob straneh sv. Miklavža in sv. Valentina, v atiki pa je prikazano vstajenje.